# Zuckerdose

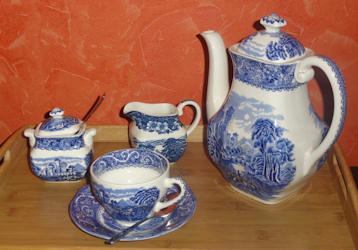
Kaffeeservice aus Porzellan; Zuckerdose links im Bild

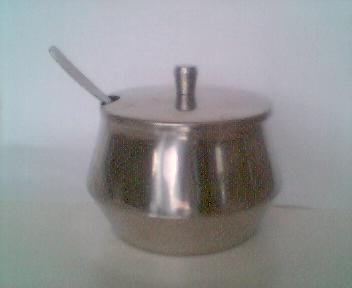
Einzelne Zuckerdose aus Metall

Eine Zuckerdose ist eine Dose zum Aufbewahren von Zucker. Sie wird in der Gastronomie meist mit Klappdeckel benutzt, ist aber auch Bestandteil eines Kaffee- oder Teeservices mit losem Deckel. Dieser dient dem Schutz vor Feuchtigkeit und Staub und hat meistens eine Aussparung für den Zuckerlöffel oder die Zuckerzange. Im Gegensatz zum Zuckerstreuer kann die Zuckerdose auch für Würfelzucker oder Kandis genutzt werden.
Paul Cézanne hat die Zuckerdose in einigen Stillleben als Motiv benutzt.
Die Insel Negros wurde früher wegen des ausgedehnten Anbaus von Zuckerrohr „Zuckerdose der Philippinen“ genannt.